# زیرکونیوم دی سیلیسید

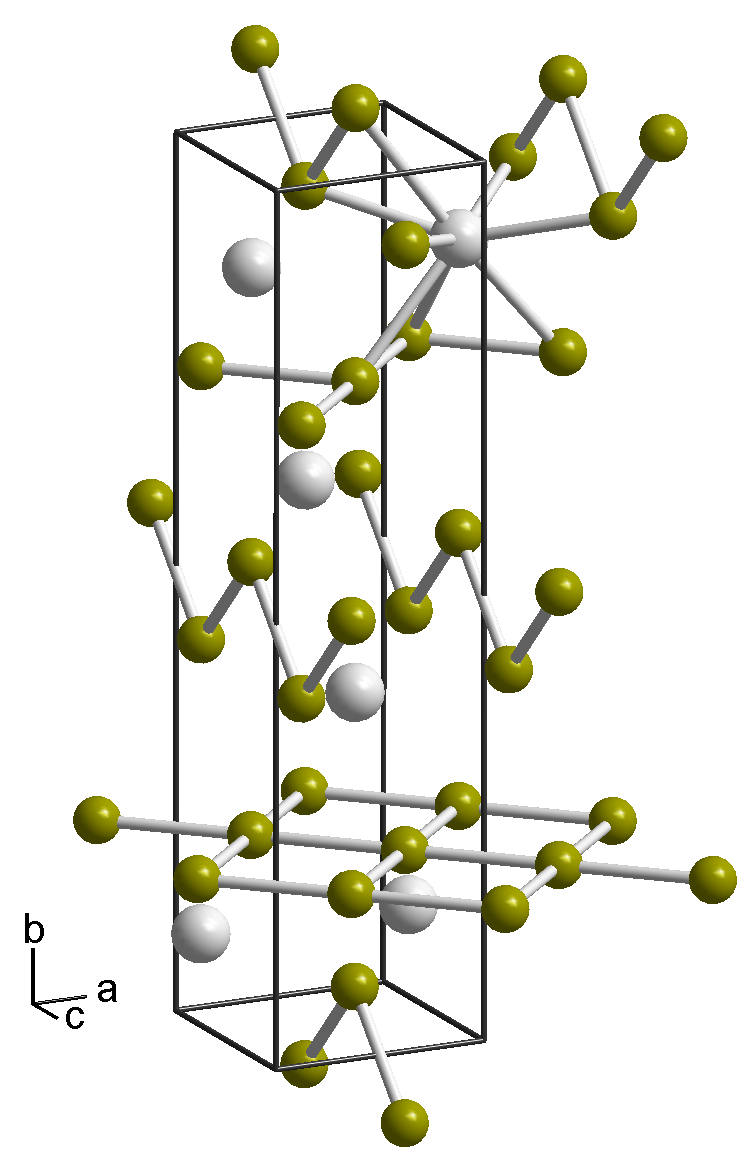
ساختار این ترکیب شیمیایی به صورت سه بعدی

زیرکونیوم دی سیلیسید (به انگلیسی: Zirconium disilicide) با فرمول شیمیایی ZrSi۲ یک ترکیب شیمیایی است. که جرم مولی آن 147.395 g/mol می‌باشد. شکل ظاهری این ترکیب، پودر خاکستری است.